# Carlos López García-Picos
Carlos López García-Picos (Betanzos, 19 d'octubre de 1922 – Oleiros, 23 de desembre de 2009) fou un compositor gallec. Va ser el principal impulsor, soci i membre d'honor de l'Associació Gallega de Compositors. D'especial rellevància en la diàspora gallega, va mostrar durant els anys que va romandre a Buenos Aires un compromís constant amb la comunitat gallega, que es va reflectir en molts aspectes de la seva obra i en la seva participació com a director de diverses agrupacions corals, com ara el cor Os Rumorosos do Centro Betanzos de Buenos Aires, el cor Alborada da Casa de Galicia de París, la Coral Rosalía de Castro de l'Associació Galega i els cors del Centro Gallego de Buenos Aires.

## Biografia
Carlos López García-Picos va néixer a la ciutat de Betanzos (La Corunya), fill de José Antonio López Picos, qui li va iniciar en els seus estudis musicals i en la interpretació del requint (ja que els dits no li arribaven encara per tocar el clarinet) en una petita orquestra de sis instruments de vent, amb la qual recorria la comarca amenitzant les festes comarcals. Posteriorment, va ingressar en la Banda Municipal de Betanzos, circumstància que va coincidir amb l'inici de la guerra civil espanyola, durant la qual el seu pare es va veure obligat a emigrar a l'Argentina. També ell va embarcar-se cap a l'Argentina al febrer de 1940, on va iniciar la que ell mateix va definir com a “segona etapa" de la seva vida.
El 1946 es va fer càrrec de la direcció de la Coral Polifònica Os Rumorosos del Centre Betanzos de Buenos Aires, càrrec que va exercir durant més de trenta anys. Paral·lelament, va estudiar harmonia amb el professor català Llorenç Serrallach i composició amb el mestre Jacobo Ficher, argentí d'origen ucraïnès, alumne i traductor d'alguns tractats de Rimski-Kórsakov.
El 1956 es va estrenar en el Teatro Colón de Buenos Aires el seu ballet La farsa de la búsqueda, que va compondre en col·laboració amb el seu company d'estudis Emilio Terraza. L'èxit d'aquesta estrena els va valer l'obtenció d'una beca de l'Ambaixada Cultural de França a Buenos Aires que li va permetre embarcar-se cap a París aquell mateix any, iniciant una estada intermitent a la capital francesa, on va continuar la seva formació musical. Allí va rebre classes de composició de Tony Aubin i Darius Milhaud en el Conservatori Nacional de París i, simultàniament, va estudiar orquestració amb Pierre Wissmer i direcció d'orquestra amb Leon Barzin en la Scholla Cantorum.
De tornada a Buenos Aires, el 1964, va ocupar diversos càrrecs en l'Associació de Joves Compositors de l'Argentina i, després de diverses estrenes d'obres de cambra, va compondre l'obra simfònica Sindy, estrenada el 1976 per l'Orquestra Filharmònica de Buenos Aires i que va ser triada per representar a l'Argentina en les Trobades de Música Contemporània de la UNESCO. També és destacable l'estrena de la seva obra Ra-rá per la mateixa orquestra i en el mateix escenari que va suposar un notable èxit de crítica.
L'11 de maig de 1984 va tornar definitivament a Galícia, entrant en contacte amb diversos joves compositors gallecs amb els quals va fundar el 1987 l'Associació Galega de Compositors (AGC) de la qual va ser president durant els primers anys. Així mateix, també va ser membre de la Junta Directiva de la Confederació Espanyola d'Associacions de Compositors Simfònics (CEACS). Durant aquests anys, en els quals es va establir definitivament en la seva localitat natal de Betanzos, va desenvolupar la seva etapa més fructífera des del punt de vista compositiu, activitat que es va veure recompensada amb el fet de ser un dels compositors gallecs més present a les programacions de l'Orquestra Simfònica de Galícia, amb diverses estrenes a càrrec d'aquesta formació.
Profundament compromès amb el paper que juguen els compositors en els temps que els toca viure, García-Picos va escriure un article de pensament que mostra les seves inquietuds sobre el tema: "Problemàtica dels compositors gallecs actuals".
Carlos López García-Picos va morir el 23 de desembre de 2009 en la localitat d'Oleiros (La Corunya).
Entre els homenatges pòstums que va rebre l'autor, destaca el realitzat per l'Associació de Veïns de la Magdalena i la Condomiña, barri de Betanzos del que era originari el músic i que van tractar de donar a conèixer l'origen de la seva història.

## Obra
García-Picos ens va deixar un ampli catàleg (format per 141 obres), amb un gran nombre d'obres simfòniques, quartets, obres pianístiques, per a viol·loncel i per a diverses formacions cambrístiques.